# (5339) 1992 CD
1992 سي دي (ويعرف أيضًا باسم (5339) 1992 سي دي وفق تسمية الكوكب الصغير) (بالإنجليزية: 1992 CD)‏ هو كويكب ضمن حزام الكويكبات؛ وترتيبه 5339 من حيث الاكتشاف.
اكتُشف هذا الجُرم الفلكي بواسطة Tsutomu Hioki ‏ في 4 فبراير 1992.

## وصلات خارجية
- (5339) 1992 CD في قاعدة بيانات مختبر الدفع النفاث لأجرام النظام الشمسي الصغيرة

- الاكتشاف · مخطط المدار ·  العناصر المدارية · المعلمات المادية

- (5339) 1992 CD على موقع ويكي سكاي: DSS2, SDSS, GALEX, IRAS, Hydrogen α, X-Ray, Astrophoto, Sky Map, Articles and images